# ادوارد تودور-پول
ادوارد تودور-پول (انگلیسی: Edward Tudor-Pole؛ زادهٔ ۶ دسامبر ۱۹۵۵) هنرپیشه، خواننده، و مجری تلویزیون اهل انگلستان است.
از فیلم‌ها یا برنامه‌های تلویزیونی که وی در آن نقش داشته‌است می‌توان به هری پاتر و تالار اسرار، قلم‌پرها، شکارچی سفید، قلب سیاه، و غرق کردن به ترتیب شماره اشاره کرد.